# Paramoebidiidae
A Paramoebidiidae (más néven Paramoebidiaceae) egysejtű eukarióták családja, melyet korábban a járomspórás gombák Trichomycetes osztályába soroltak. de molekuláris filogenetikai elemzések a családot a Mesomycetozoeába (= Ichthyosporea) helyezték. Eredetileg a család az Amoebidiales egyetlen családja volt Amoebidiaceae néven, de a Paramoebidium a Paramoebidiidae egyetlen nemzetsége, és az Amoebidiidae hasonlóan monogenerikus, mivel csak az Amoebidiumot tartalmazza. A Paramoebidium obligát szimbionta ki nem fejlett édesvízi gazdákban, például kérészek és álkérészek nimfáiban és púposszúnyogok lárváiban. Gazdája emésztőrendszeréhez vagy kopoltyúihoz kibocsátott gyökérrel kötődik.

## Történet
1929-ben fedezték fel Léger és Duboscq, hogy a Paramoebidium az Amoebidiumtól elkülönülő nemzetség.
1954-ben Robert William Lichtwardt a Trichomycetesben az Eccrinida Amoebidiales rendjébe sorolta Paramoebidiaceae néven.

## Morfológia
Hifái lehetnek egyenesek, görbék, spirálisak, elágazók vagy szigmoidok, és gyökérszerkezeteivel kapcsolódnak a gazdához. Az Amoebidiidaevel szemben nincs endospórájuk, és kevésbé találhatók meg a külső vázhoz kötve. Amöboid sejtjei csepp alakúak, cisztát és nyújtott cisztospórát alkothatnak.
A Parataeniellidaetől megkülönbözteti, hogy a Parataeniellidae kizárólag szárazföldi ászkarákokban ismert, és nincs mozgó amöboid fázisa.

## Szaporodás
Propaguláit egyszerre bocsátja ki hifarepedéskor. Az Amoebidiumtól eltérő életciklus alátámasztja önálló kládokba való helyezésüket.

## Filogenetika
Bár az Amoebidium és a Paramoebidium külön családok tagjai, topológiatesztek és számos hasonlóságuk alapján testvércsoportok lehetnek: mindkettő édesvízben él, és részben átfednek gazdaasszociációi, például az Amoebidium gyakori a Chironomidae-lárvákban, a Paramoebidium ritkán megtalálható benne.

## Fordítás
Ez a szócikk részben vagy egészben  a   Paramoebidiidae című angol Wikipédia-szócikk ezen változatának fordításán alapul.  Az eredeti cikk szerkesztőit annak laptörténete sorolja fel. Ez a jelzés csupán a megfogalmazás eredetét és a szerzői jogokat jelzi, nem szolgál a cikkben szereplő információk forrásmegjelöléseként.